# 행복실현당

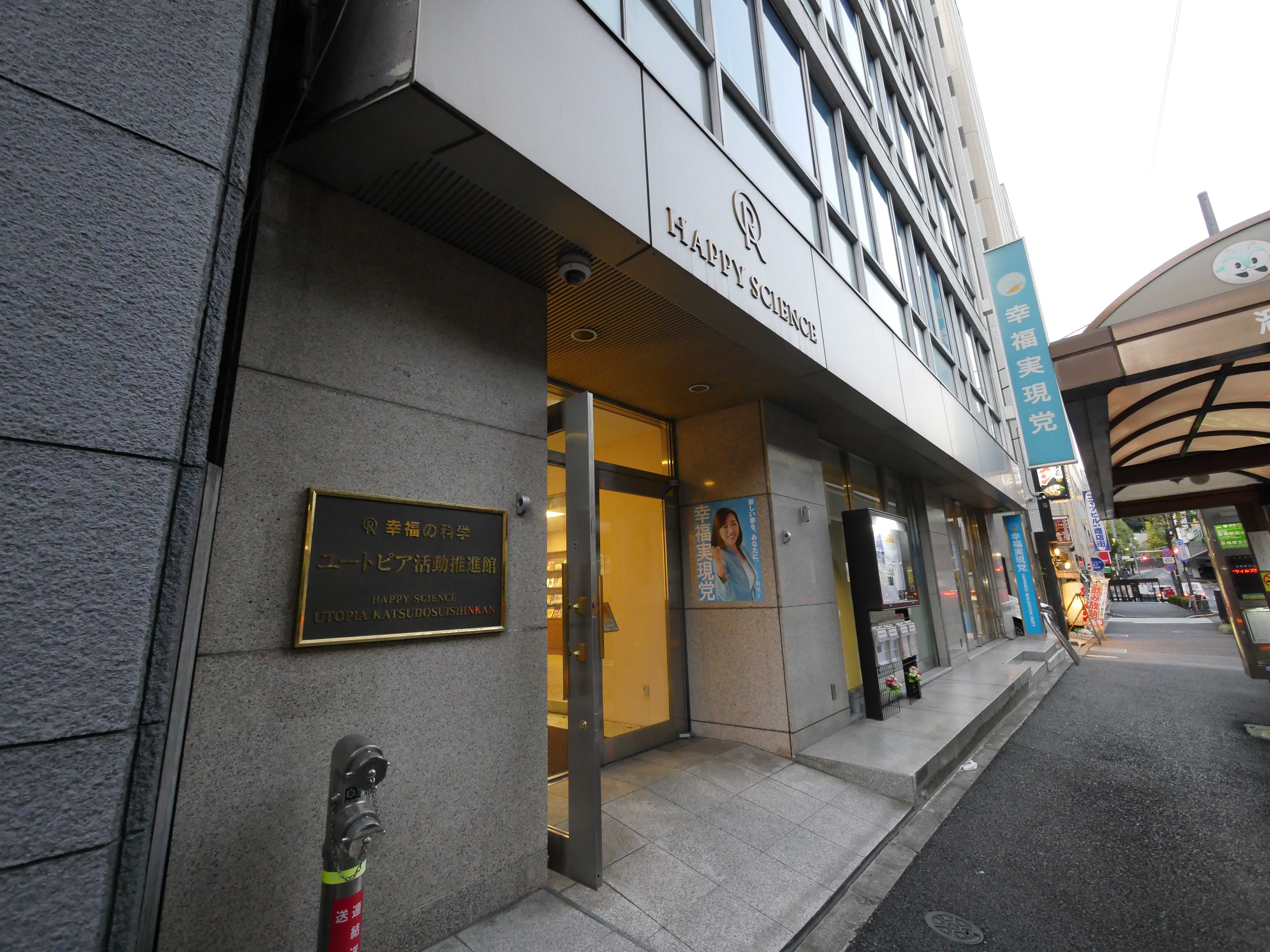
행복실현당 본부

행복실현당(일본어: 幸福実現党 고후쿠지쓰겐토[*], 영어: Happiness Realization Party)은 2009년 5월 23일에 행복의 과학을 기반으로 하여 창당한 일본의 보수주의 정당이다.

## 역사
2009년 5월 23일에 행복의 과학의 설립자인 오카와 류호(大川隆法)에 의해 창당되었다. 2009년 7월 12일에 실시된 도쿄도의회 의원 선거에서 후보 10명이 출마했으나 후보 전원이 득표율 최하위를 기록하면서 낙선했다. 2009년 8월 30일에 실시된 제45회 일본 중의원 의원 총선거에서는 지역구 후보 300명, 비례대표 후보 11명이 출마했으나 후보 전원이 낙선했으며 선거 기탁금 11억 5,800만 엔을 돌려받지 못했다.
2010년 5월에는 신당개혁에서 탈당한 오에 야스히로(大江 康弘) 중의원 의원이 입당하면서 잠시 원내정당이 되었다가 2010년 12월에 오에 야스히로 의원이 탈당하면서 원외정당이 되었다. 2012년 12월 16일에 실시된 제46회 일본 중의원 의원 총선거에서는 지역구 후보 20명, 비례대표 후보 42명이 출마했으나 후보 전원이 낙선했다. 2014년 12월 14일에 실시된 제47회 일본 중의원 의원 총선거에서는 비례대표 후보 42명이 출마했으나 비례대표 득표율 0.49%를 기록하면서 원내 입성에 실패했다.
2016년 7월 10일에 실시된 제24회 일본 참의원 의원 통상선거에서는 지역구 후보 45명, 비례대표 후보 2명이 출마했으나 후보 전원이 낙선했다. 2017년 10월 22일에 실시된 제48회 일본 중의원 의원 총선거에서는 지역구 후보 41명, 비례대표 후보 33명이 출마했으나 후보 전원이 낙선했다. 2020년 10월 기준으로 일본 시정촌의회에 39석을 차지하고 있다.

## 정책
행복실현당은 다음과 같은 정책을 제시하고 있다.
- 소비세·상속세·증여세를 줄이고 미래 산업·사회 기반 시설 투자를 늘린다. 이민자를 적극 수용하여 2030년에 일본의 인구를 3억 명 이상에 달하게 한다.
- 중화인민공화국·조선민주주의인민공화국에 강경한 자세를 취하고 미국과 일본 간의 동맹 관계를 강화한다. 일본국 헌법 제9조를 개정하여 일본의 군대 보유를 인정한다.